# Aerarii
Gli erari (dal latino aes, che significa moneta di rame ma in questo caso anche imposta fissa sulla persona) erano i cittadini della Roma antica esclusi dalla suddivisione in 30 tribù introdotta da re Servio Tullio. Erano sottoposti a un'imposta fissa sulla persona, fissata in maniera arbitraria dai censori.

## Chi erano
Gli erari potevano essere:
- Abitanti di città conquistate e private dell'autogoverno, che possedevano lo Ius connubii e lo ius commercii, ma non diritti politici. Il primo esempio noto di questo status è rappresentato dalla città di Cere (353 a.C.; l'espressione "in tabulas Caeritum referre", riportata dalle fonti, indicherebbe infatti una città di status degradato).
- Cittadini con pieni diritti che venivano però colpiti da infamia (cioè da una diminuzione  dei diritti civili) per aver praticato professioni considerate infamanti (ad esempio l'attore), o per aver tenuto comportamenti privati discidevoli (ad esempio la bigamia), o per essere stati condannati per alcuni crimini
- Persone accusate di cattiva condotta dai censori.

Esclusi dalle tribù e dalle centurie, erano cittadini sine suffragio, cioè senza il diritto di voto (a differenza invece dei proletarii-capite censi, che lo avevano), non potevano eleggere i magistrati e non potevano servire nell'esercito. Secondo Theodor Mommsen, in origine gli erari erano cittadini senza terre di loro proprietà e di conseguenza non erano inclusi nelle classi, che invece si fondavano sulla proprietà terriera. Con la riforma del censore Appio Claudio (312 a.C.), costoro furono ammessi nelle tribù e così gli erari in quanto tali sparirono. Ma nel 304, Fabio Rulliano limitò la loro appartenenza alle quattro tribù cittadine. Da questo momento, il termine assunse il significato di persona degradata da una tribù di alto status a una di basso, anche se non privata del diritto di voto e della possibilità di servire nell'esercito. C'è chi pensa (ad esempio Niebuhr) che in origine gli erari fossero artigiani o liberti o abitanti di città che avevano con Roma l'hos-pitium publicum e che avevano preso domicilio nel territorio dell'Urbe.
Si racconta che nel 214 a.C., durante la seconda guerra punica, i censori citarono in giudizio quelli che in modo astuto avevano interpretato il valore del giuramento, vale a dire quei prigionieri che avevano ritenuto di sentirsi liberi dall'impegno preso di tornare negli accampamenti di Annibale, essendovi rientrati di nascosto durante il viaggio. A questi, se tenevano un cavallo, gli venne confiscato; e furono poi tutti rimossi dalla loro e ritotti allo stato di aerarii. Essi si preoccuparono anche di cancellare dall'elenco dei giovani il nome di tutti coloro che nel quadriennio precedente non avevano prestato il servizio militare, senza che la causa non fosse stata di natura legale o di reale malattia. Per questi motivi vennero degradate alla condizione di aerarii e allontanate dalle loro tribù, più di 2.000 persone. A tutto ciò si aggiunse che tutti coloro che erano stati marchiati con infamia dai censori, fossero inviati in Sicilia a militare tra le file dei reduci delle due legioni "cannensi", finendo il servizio militare solo il giorno in cui Annibale se ne fosse andato dall'Italia.